# Sarek (Star Trek: Generația următoare)
„Sarek” (titlu original: „Sarek”) este al 23-lea episod din al treilea sezon al serialului TV american științifico-fantastic Star Trek: Generația următoare și al 71-lea episod în total. A avut premiera la 14 mai 1990. 
Episodul a fost regizat de Les Landau după un scenariu de Peter S. Beagle bazat pe o poveste de Marc Cushman & Jake Jacobs.

## Prezentare
Nava Enterprise îl primește la bord pe ambasadorul Sarek, dar deteriorarea sănătății sale mentale dă naștere la probleme neașteptate.

## Actori ocazionali
- Mark Lenard - Sarek
- Joanna Miles - Perrin
- William Denis - Ki Mendrossen
- Rocco Sisto - Sakkath
- Colm Meaney - Miles O'Brien
- John H. Francis - Science division ensign